# Nikólaos Lýtras
Nikólaos ou Níkos Lýtras, en grec moderne : Νικόλαος ou Νίκος Λύτρας (1883-1927), est un artiste peintre grec, du début du XXe siècle.

## Biographie
Nikólaos Lýtras étudie la peinture à l'école des arts (plus tard l'École des beaux-arts d'Athènes) de 1902 à 1906, sous la tutelle de son père Nikifóros Lýtras et de Geórgios Iakovídis. Il poursuit ses études à l'Académie des beaux-arts de Munich de 1907 à 1912, avec Ludwig von Löfftz comme professeur.
On suppose qu'à Munich, le jeune Nikólaos Lýtras est initié à l'expressionnisme allemand et aux créations du célèbre groupe Le Cavalier bleu. Plus ouvert aux tendances artistiques de l'époque, Nikólaos Lýtras finit par devenir le lien entre le réalisme romantique du XIXe siècle et l'art moderne du XXe siècle, notamment l'expressionnisme. Dans ses œuvres, qui sont généralement des portraits, des paysages et des natures mortes, il commence à utiliser de larges coups de pinceau libres, des couleurs épaisses et une écriture gestuelle, s'écartant considérablement de l'académisme alors établi de l'École de Munich. Son style ne tarde pas à défier le public amateur d'art, alors conservateur, à Athènes.
Pendant les guerres balkaniques, il combat en tant qu'officier de réserve et est décoré pour ses actions. Après les guerres balkaniques, il participe aux expositions de l'Association des artistes grecs (el) en 1915, 1916, 1917, 1920 et 1926, tandis qu'en 1919, il expose avec le sculpteur Grigórios Zevgólis.
En août 1917, avec Konstantínos Parthénis, Periklís Vyzántios (el), Theófrastos Triantafyllídis (el) et Lykoúrgos Kogevínas (el), il crée le Groupe artistique (el), dans le but de se libérer du joug de la peinture académique (allemande). Konstantínos Maléas, Odysseas Fokás (el) et le sculpteur Michaḯl Tómbros collaborent également avec la même équipe artistique. Le Groupe artistique bénéficie du soutien du Parti libéral, d'Elefthérios Venizélos lui-même et du chaleureux soutien théorique de Zacharías Papantoníou. Les expositions du Groupe en 1917, 1918 et 1928 apportent l'aura de la peinture française en Grèce.
En 1923, Níkos Lýtras est co-candidat avec Konstantínos Parthénis pour la chaire de peinture à l'École des beaux-arts d'Athènes. En fin de compte, c'est Lýtras  qui remporte la chaire, ce qui lui vaut d'être accusé de représenter l'école de Munich dépassée, puisqu'il est le fils de Nikifóros Lýtras. Cependant, les critiques d'art contemporains estiment que Nikólaos Lýtras non seulement n'exprime pas le réalisme académique du xixe siècle, mais qu'il est plus moderne que son co-candidat Parthénis.
Pendant les quelques années où il enseigne à l'École des beaux-arts, il réussit à modifier la structure et le rôle des ateliers, qui sont désormais des unités pédagogiques indépendantes sous la responsabilité d'un artiste-enseignant. Surtout, il parvient à introduire de nouveaux courants dans l'école, ainsi qu'une nouvelle perspective sur l'art et son enseignement.
En général, Nikólaos Lýtras, avec son style particulier par rapport à la couleur, a introduit l'expressionnisme en Grèce. Ses paysages lumineux et ses portraits aux coups de pinceau rudes, œuvres pour lesquelles il a reçu de sévères polémiques de la part des partisans de l'école réaliste, n'ont rien à envier aux œuvres des expressionnistes européens similaires. D'autres trouvent que son travail est plus proche de l'œuvre post-impressionniste de Paul Cézanne. Malheureusement pour le peintre, il est mort jeune de la tuberculose et la reconnaissance de son œuvre novatrice a été lente. Aujourd'hui, cependant, il est considéré comme l'un des principaux innovateurs de la peinture grecque.
Après sa mort, des expositions rétrospectives de son œuvre ont été organisées au Zappéion, en 1929, à la Biennale de Venise, en 1936, et à la Pinacothèque nationale d'Athènes en 2008.

## Galerie

Œuvres de Nikólaos Lýtras
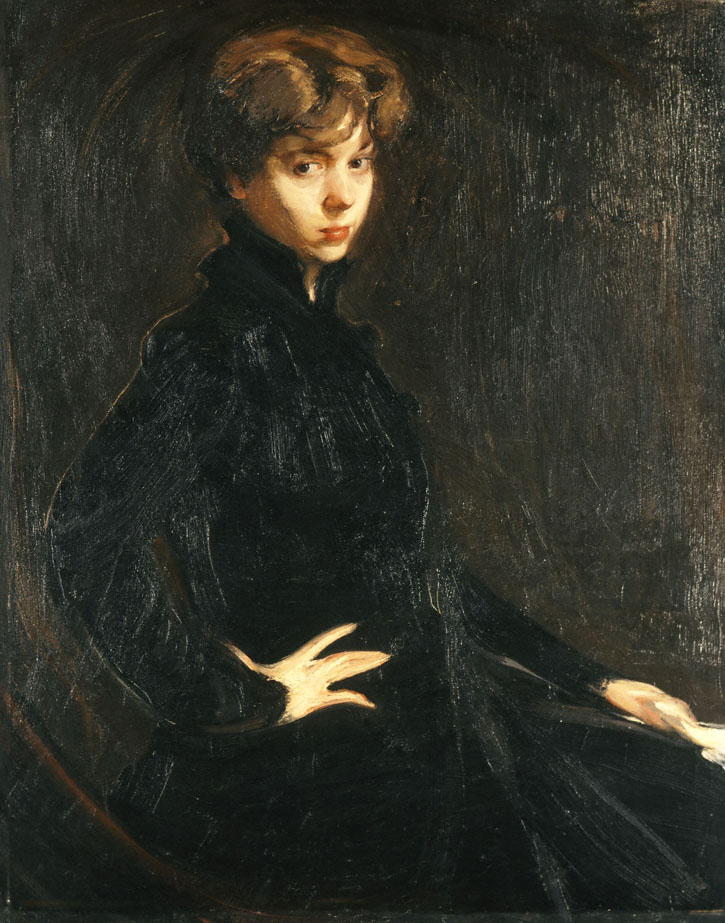
Portrait de madame Lýtras, 1917, Athènes.
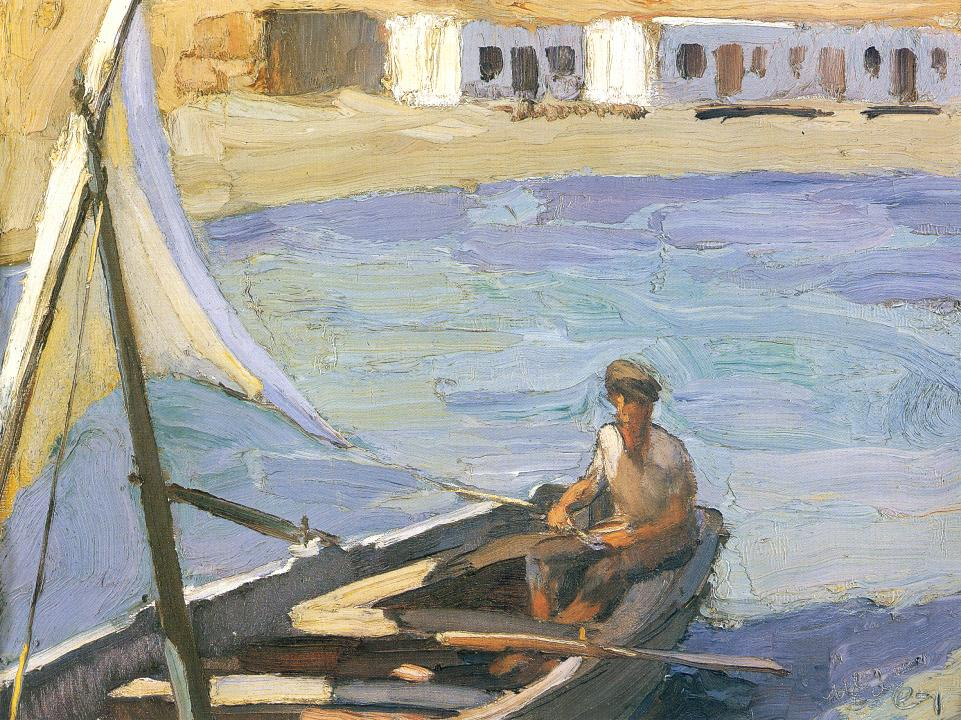
Bateau à voile (Pánormos (Tínos)), vers 1925, Athènes.
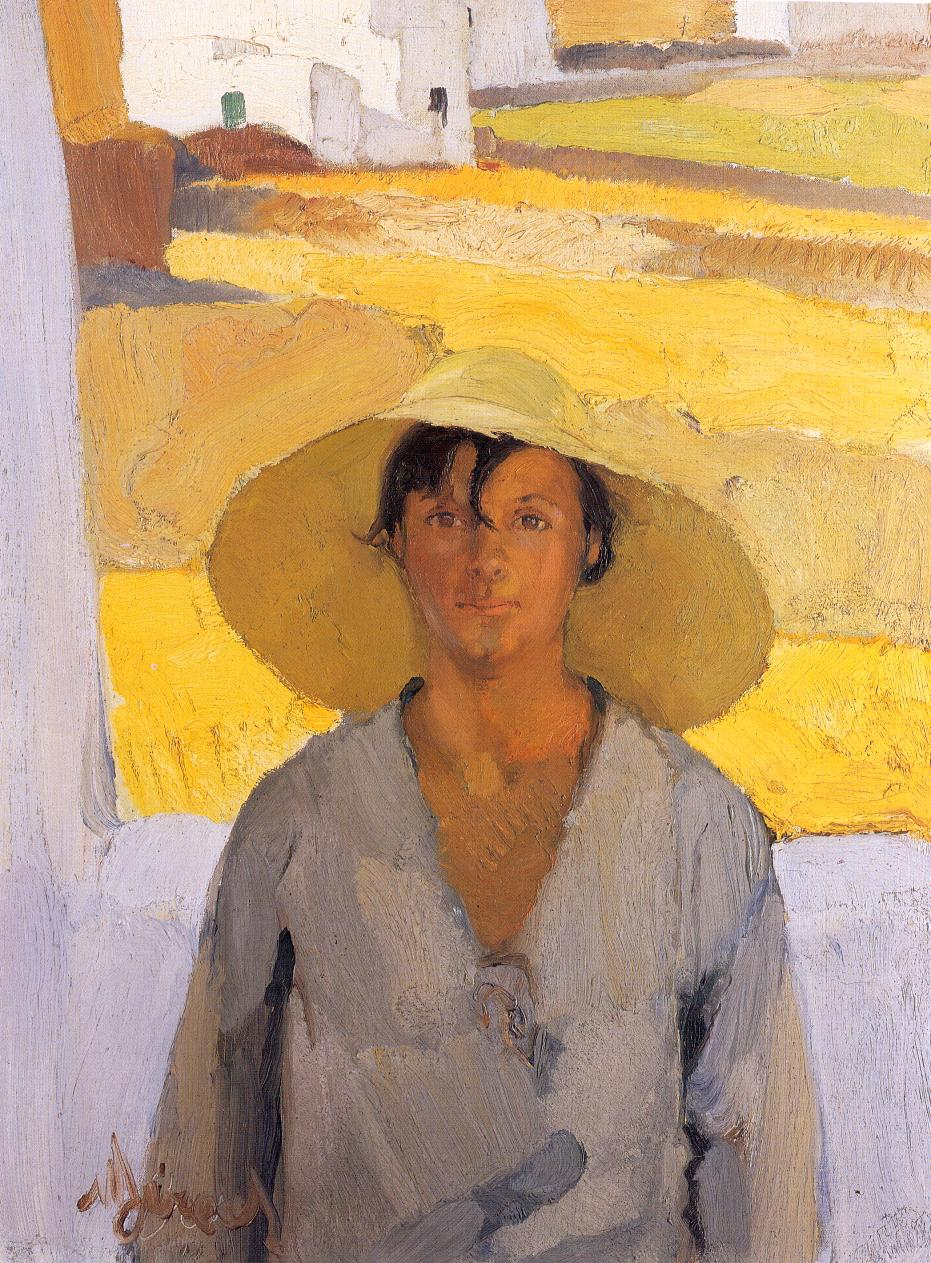
Le chapeau de paille (el), 1923-1926, Athènes.
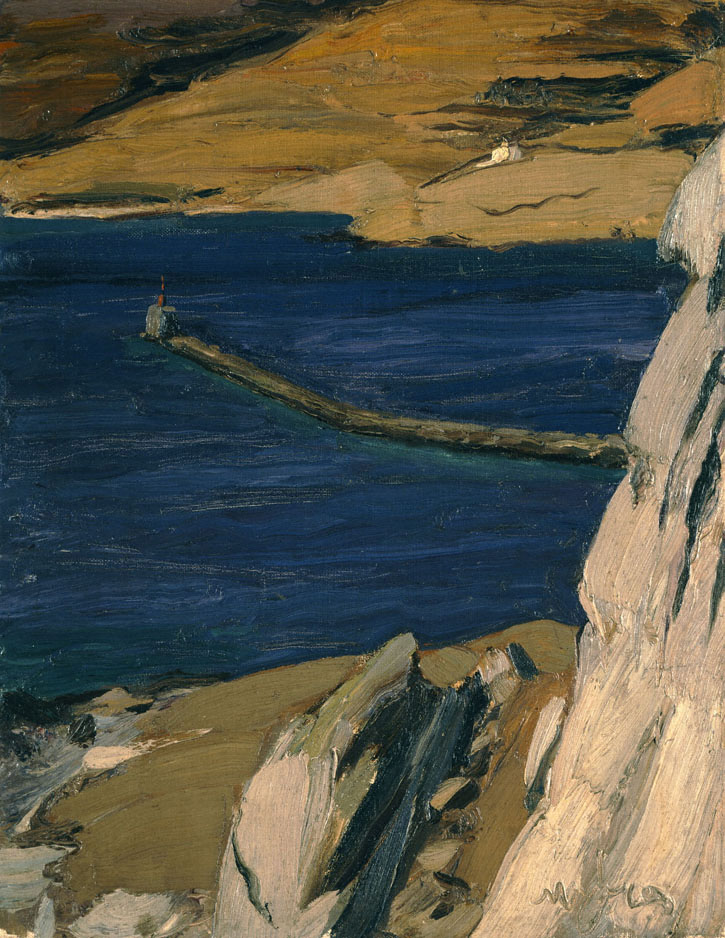
Phare, 1925-1927, Athènes.